# Aulacobothrus sichuanensis
Aulacobothrus sichuanensis är en insektsart som beskrevs av Ma, E.-b. och Y. Guo 1995. Aulacobothrus sichuanensis ingår i släktet Aulacobothrus och familjen gräshoppor. Inga underarter finns listade i Catalogue of Life.